# Vagten (film fra 1990)
 For alternative betydninger, se Vagten (flertydig). (Se også artikler, som begynder med Vagten)
Vagten (russisk: Караул) er en sovjetisk spillefilm fra 1990 af Aleksandr Rogozjkin.

## Medvirkende
- Aleksej Buldakov som Paromov
- Sergej Kuprijanov som Andrej Iveren
- Aleksej Polujan som Nikolaj Mazur
- Aleksandr Smirnov som Khaustov
- Taras Denisenko som Boris Kortjenjuk